# Amegilla gigas
Amegilla gigas är en biart som först beskrevs av Heinrich Friese 1922.  Amegilla gigas ingår i släktet Amegilla och familjen långtungebin. Inga underarter finns listade i Catalogue of Life.